# Tetramesa lativentris
Tetramesa lativentris is een vliesvleugelig insect uit de familie Eurytomidae. De wetenschappelijke naam is voor het eerst geldig gepubliceerd in 1871 door Walker.